# 帕迭尔诺斯
帕迭尔诺斯，是西班牙卡斯蒂利亚-莱昂阿维拉省的一个市镇。 总面积37km2, 总人口241人（2001年），人口密度7人/km2。